# Buchberg (Schaffhouse)
Pour les articles homonymes, voir Buchberg.
Buchberg est une commune suisse du canton de Schaffhouse dans le district de Schaffhouse.

## Géographie
Buchberg est située sur le versant sud de la colline du Hurbig, dans une boucle du Rhin en face du confluent de la Töss, entre les communes d'Eglisau et Rüdlingen. Avec Rüdlingen, Buchberg forme une exclave du canton de Schaffhouse, qui est complètement entourée par le canton de Zurich au sud et le Land allemand de Bade-Wurtemberg au nord. Cette exclave forme la partie sud du canton de Schaffhouse.
Selon l'Office fédéral de la statistique, Buchberg a une superficie de 5,89 km2.

## Histoire
En 1123, un certain Leuthold von Weissenburg (ou Lütold von Weissenburg) a fait don des villages de Buchberg et de Rüdlingen au monastère de Rheinau. Pendant les quatre cents ans qui ont suivi, les taxes ecclésiastiques ont dû être apportées à Rheinau.

En 1520, la ville de Schaffhouse a acquis d'abord le bailliage inférieur, puis en 1657 le bailliage supérieur du monastère de Rheinau, jusqu'en 1798. Pour ces raisons, Buchberg appartient aujourd'hui encore au canton de Schaffhouse.

Vue aérienne de 200 m par Walter Mittelholzer (1919).

Jusqu'au début du 19e siècle, Buchberg et Rüdlingen formaient une seule et même commune. Dès 1798, Buchberg s'efforça de rompre l'unité politique avec Rüdlingen, attestée pour la première fois en 1433, et y parvint en 1839 avec la création des deux communes politiques de Buchberg et Rüdlingen.
Au 20e siècle, Buchberg est passé d'un village agricole à une communauté résidentielle et viticole. En 1990, le secteur primaire (viticulture) dominait encore, fournissant 36% des emplois dans la commune. Proche de l'aéroport de Kloten, Buchberg sert de résidence à de nombreux navetteurs (67% en 1990).

## Démographie
Selon l'Office fédéral de la statistique, Buchberg compte 796 habitants en 2008. Sa densité de population atteint 135 hab./km2.
Le graphique suivant résume l'évolution de la population de Buchberg entre 1850 et 2008 :
En 2000, 13% de la population appartenait à l'Église catholique romaine et 71,9% à l'Église évangélique réformée de Suisse.

## Curiosités
Le chapitre d'Oehningen, puis les évêques de Constance (1534-1804) eurent le patronage de l'église Saint-Jacques, mentionnée en 1236. Devenue église réformée, elle a été reconstruite en 1848-1850. À la suite d'un incendie en novembre 1972, elle a été à nouveau reconstruite et a été inaugurée en août 1974.
La maison de commune date de 1856 et servait initialement également comme école communale.

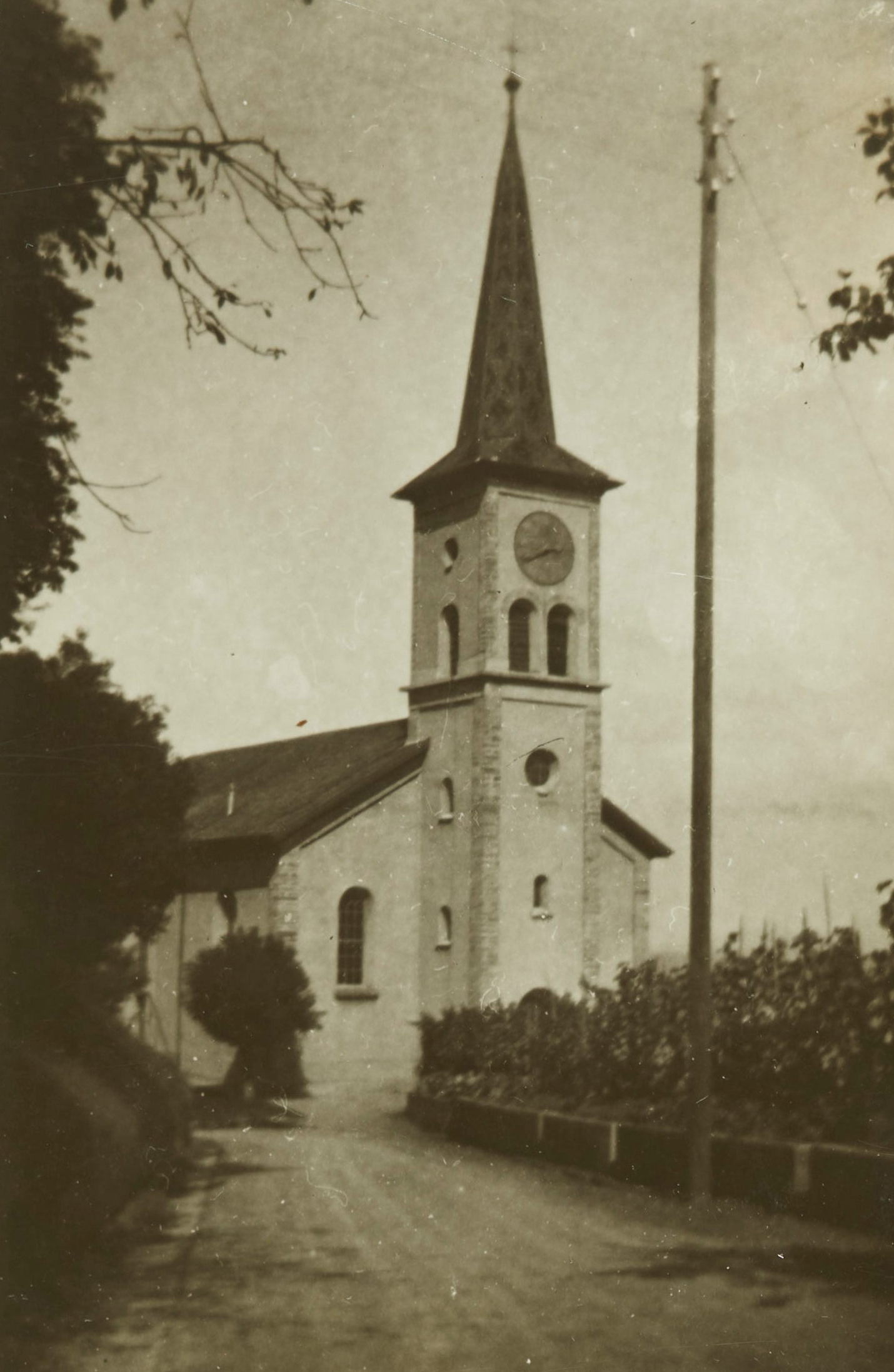
Église de Buchberg avant l'incendie de 1972
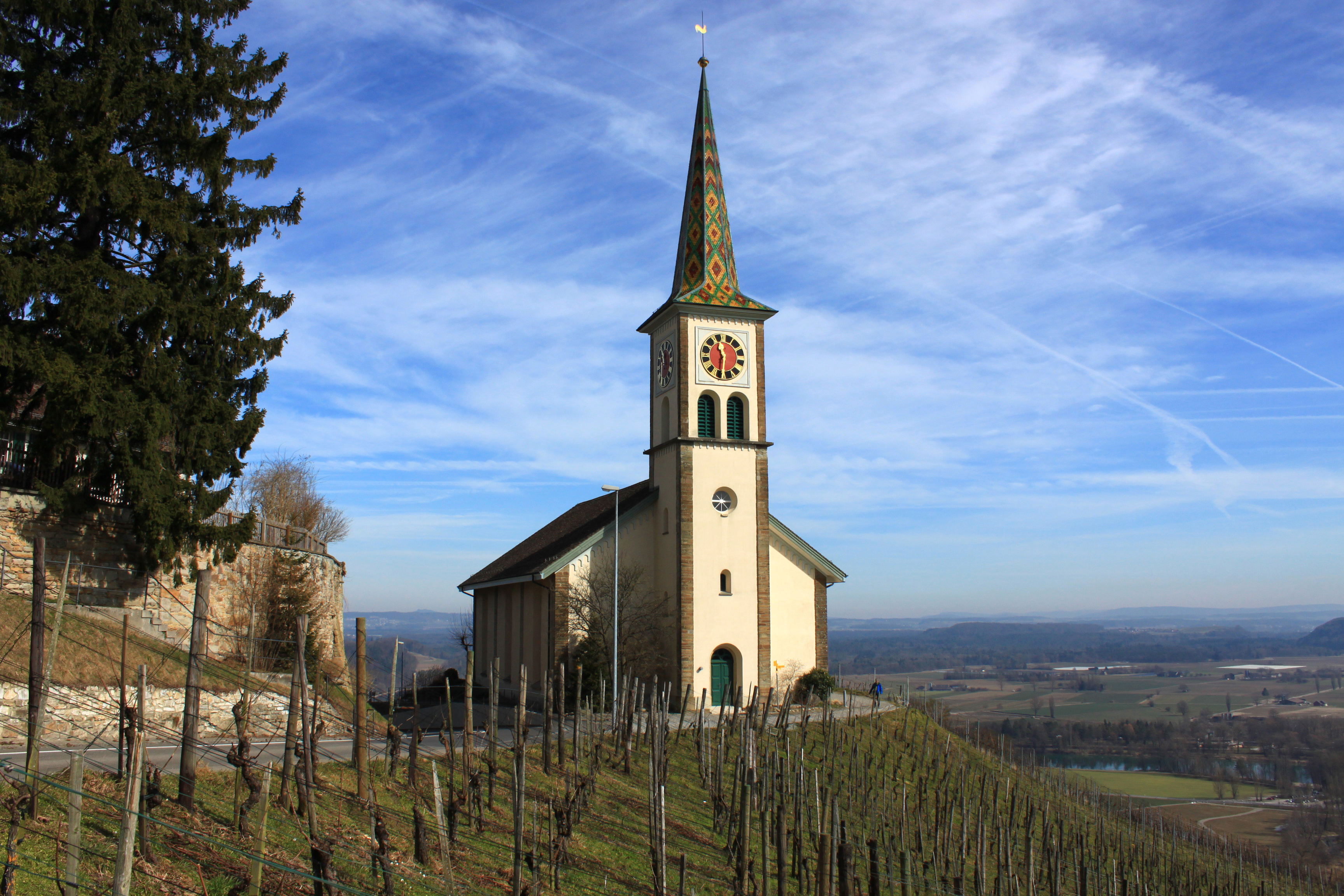
Église réformée
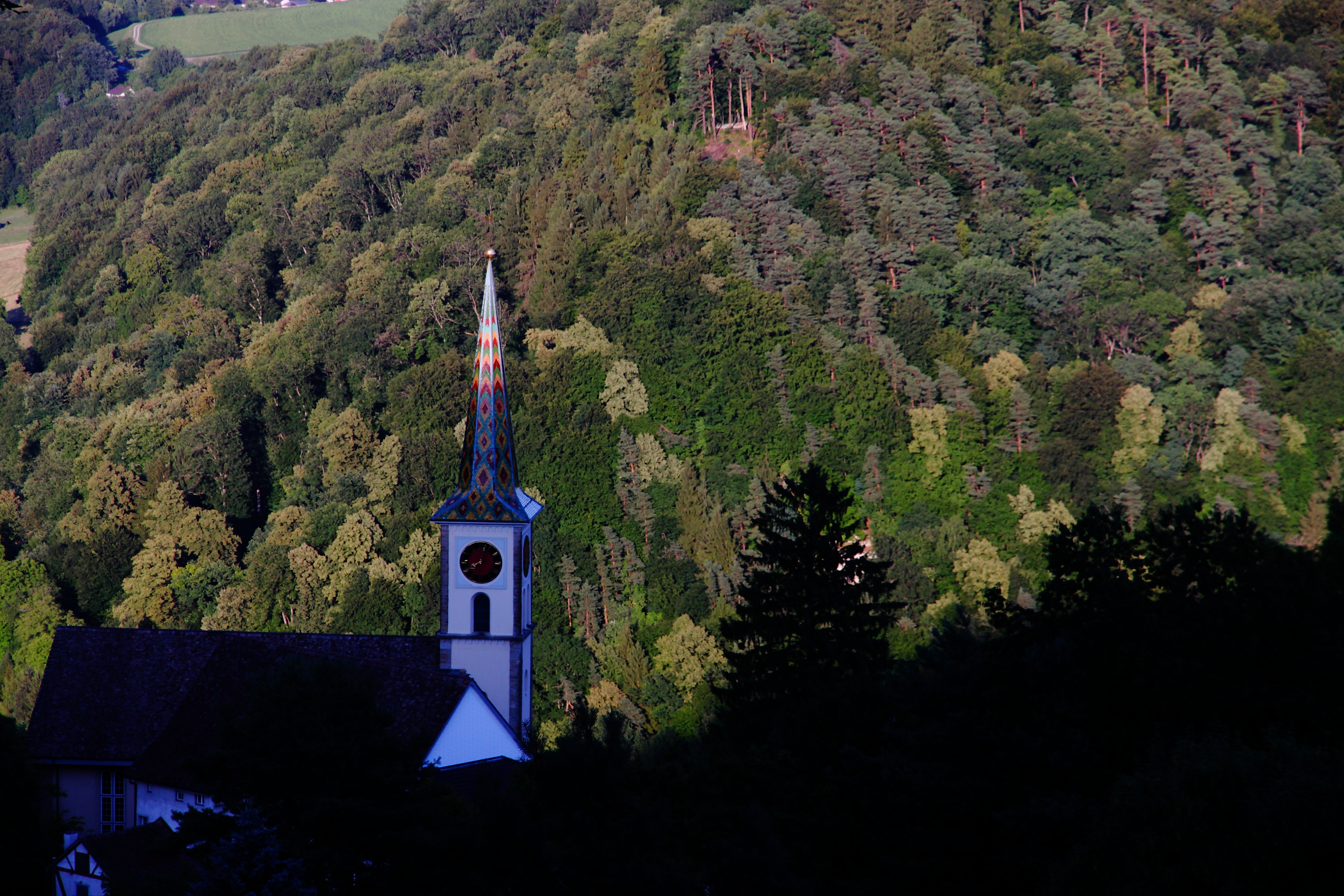
Église catholique
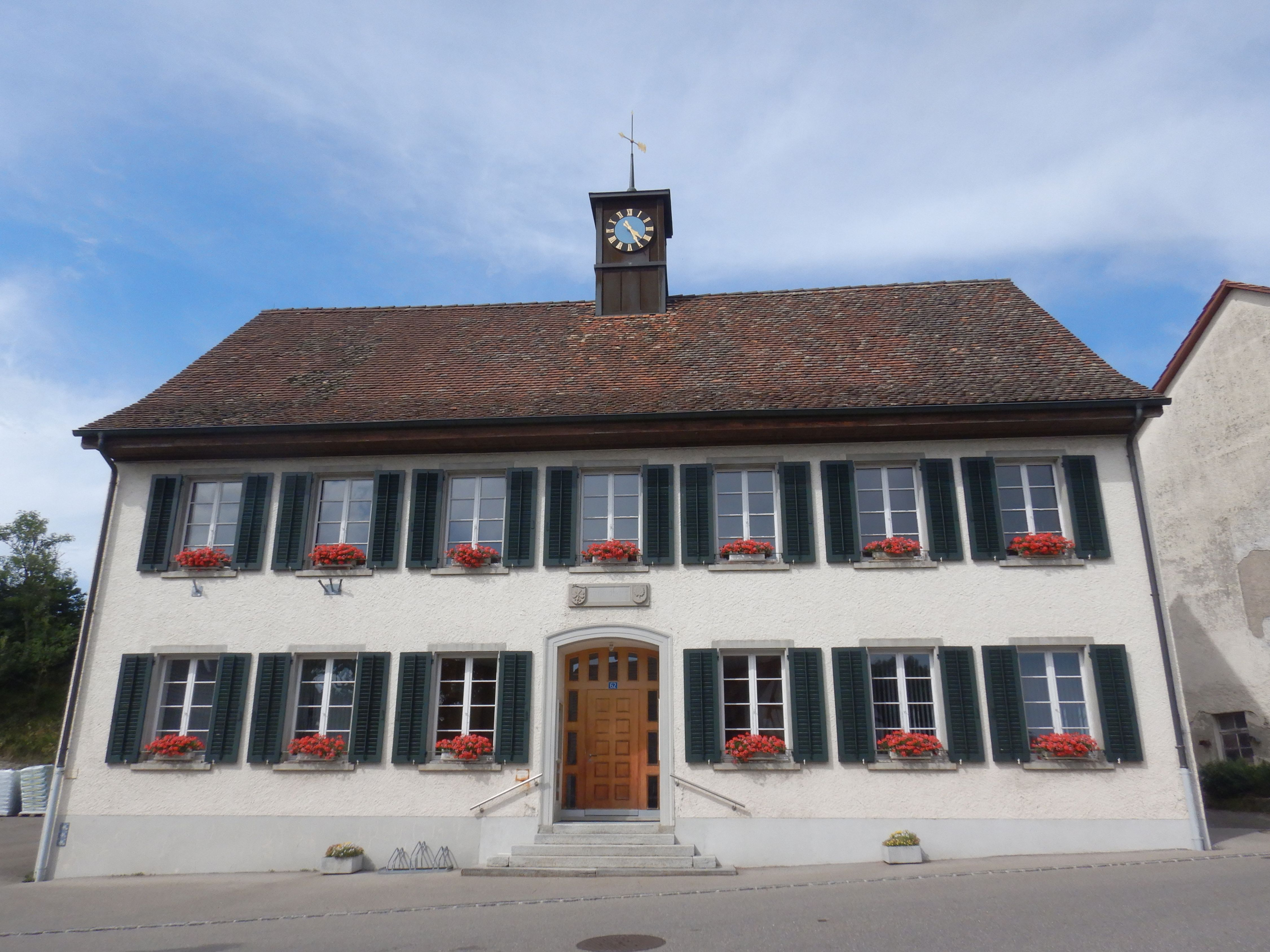
Maison de commune et ancienne école